# 斑唇盔花兰
斑唇盔花兰（学名：Galearis wardii）也称斑唇红门兰，为兰科盔花兰属下的一个种。